# Aayudham
Aayudham es una película indo-malaya dirigida por M.A.Nishad. Los actores Suresh Gopi, Karthika, Bharathi y Bala se presentan en los roles principales. La música de la película fue compuesta por Alphonse Joseph y Biji Bal.

## Sinopsis
Una bomba detona en Vilayam, una ciudad playera en Kerala. El caso fue investigado en un principio por Mahendra Varma, quien arresta a Anwar (Baia), el hijo de Abdullah, el almuédano. El jefe de gobierno, Mandhavan (Thilakan) designa a Hrisikesh IPS (Suresh Gopi) para investigar el atentado. Su equipo incluye a CI Rappayi y a DYSP Hamza
Hrishi y su equipo descubren que Chackochan (Rajan P.Dev), un líder político, Mahendra Varma y Paulachan, otro líder político, están detrás del crimen.
Luego descubre que el culpable real y mente maestra detrás del atentado es Sammy Anthony Williams (Lai), un empresario rico.
La película finaliza con el jefe de gobierno dando un trabajo a Anwar y alabando a Hrishi y su equipo por encontrar a los culpables.

## Reparto
- Suresh Gopi como D.I.G Hrishikesh IPS.
- Vishnu Scorcher como Dirigente Terrorista.
- Karthika como Seena.
- Bala como Anwar.
- Bharathi como Raziya.